# シメオン・ニコロフ
シメオン・ウラジミロフ・ニコロフ（ブルガリア語: Симеон Владимиров Николов、2006年11月24日 - ）は、ブルガリアの男子バレーボール選手。ブルガリア代表。

## 来歴
2023年9月、パリオリンピック予選に向けたブルガリア代表に16歳で初選出となった。
2023年10月、ブルガリア・スーパーカップ決勝でスタメン出場し、レフスキ・ソフィアの初優勝に貢献した。
2024年1月、U20欧州選手権バルカン半島予選のトルコ戦では9本のサービスエースを含む18得点を挙げ勝利に貢献した。
2024年4月、レフスキ・ソフィアをブルガリアリーグ15年振りの優勝に導いた。
2024年5月、2024年ネーションズリーグのメンバーに選出された。初戦のフランス戦では敗れたものの7得点を記録した。
2024年にカリフォルニア州立大学ロングビーチ校に進学。AVCA年間MVPと最優秀新人賞したが、大学でのキャリアは継続せず、2025年にロシアスーパーリーグのロコモティフ・ノヴォシビルスクと契約した。

## 人物
- 父は元ブルガリア代表オポジットのウラジミール・ニコロフ。兄はブルガリア代表のアウトサイドヒッターであるアレクサンダル・ニコロフ[11][12]。

## 球歴
- ユース代表
  - 2021年 - U17欧州選手権
  - 2022年 - U19欧州選手権（銅メダル）、U21欧州選手権（銅メダル）
  - 2023年 - U19世界選手権
- ブルガリア代表（2023年-）
  - ネーションズリーグ - 2024年、2025年

## 所属チーム
- レフスキ・ソフィア（英語版）（2021-2024年）
- カリフォルニア州立大学ロングビーチ校（2024-2025年）
- ロコモティフ・ノヴォシビルスク（2025年-）

## 受賞歴
- 2022年 - U18バルカン選手権 ベストセッター
- 2022年 - U19欧州選手権 ベストセッター
- 2023年 - U19世界選手権 ベストサーバー
- 2025年 - AVCA年間MVP・最優秀新人賞